# Moon Seon-min
Moon Seon-min (9 de junho de 1992) é um futebolista sul-coreano que joga pelo Jeonbuk Hyundai.

## Carreira
Foi convocado para defender a Seleção Sul-Coreana de Futebol na Copa do Mundo de 2018.